# Kappa Ophiuchi
Kappa Ophiuchi (κ Oph) – gwiazda w gwiazdozbiorze Wężownika, znajdująca się w odległości około 91 lat świetlnych od Słońca.

## Charakterystyka
Jest to olbrzym należący do typu widmowego K, chłodniejszy od Słońca, o 53 razy większej jasności i 11,4 razy większym promieniu. Masa gwiazdy jest równa około 1,5 masy Słońca, ma ona około 5 miliardów lat. W wielu katalogach gwiazd wymieniona jest jako gwiazda zmienna, nie potwierdzają tego jednak współczesne obserwacje. Prawdopodobne jest, że jakiś astronom pomylił zapis κ Oph i χ Oph – gwiazda Chi Ophiuchi faktycznie jest zmienna. Kappa Ophiuchi jest na etapie ewolucji, w którym w jej jądrze zachodzą reakcje syntezy helu w węgiel i tlen. Jej stosunkowo duży ruch własny, ponad czterokrotnie szybszy niż typowy dla gwiazd otoczenia Słońca wskazuje, że pochodzi ona z innego obszaru Galaktyki.